# Vescisa commoda
Vescisa commoda là một loài bướm đêm trong họ Noctuidae.